# یوتا جاز
یوتا جاز، به (انگلیسی Utah Jazz) یکی از تیم‌های حاضر اتحادیه ملی بسکتبال آمریکا است و مقر آن در سالت لیک سیتی ایالت یوتا قرار دارد. ویوینت اسمارت هوم آرنا ورزشگاه خانگی این تیم است. یوتا جاز، سابقه دو نایب قهرمانی در ان بی ای را دارد.

## بازیکنان
فعلی
داناوان میچل _ مایک کانلی _ رودی گوبرت _ بویان بوگدانویچ _جو اینگلس _ اد دیویس _ جوردن کلارکسون _ رویس اونیل 

### سابق
از اسطوره‌های این تیم می‌توان جان استاکتون ، کارل مالون و مارک ایتون را نام برد.

## نگارخانه

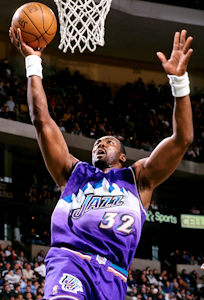
کارل مالون
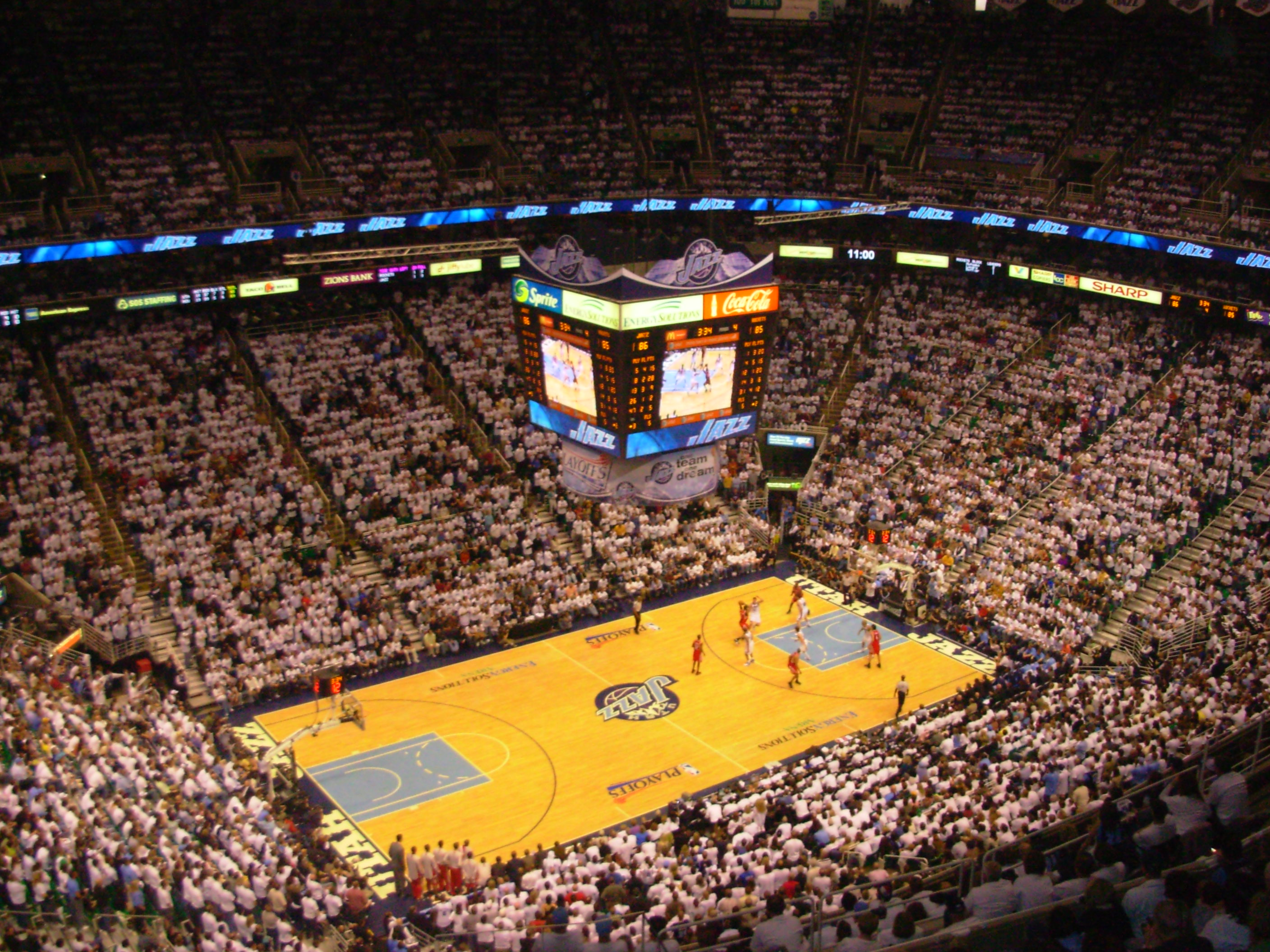
ورزشگاه تیم جاز
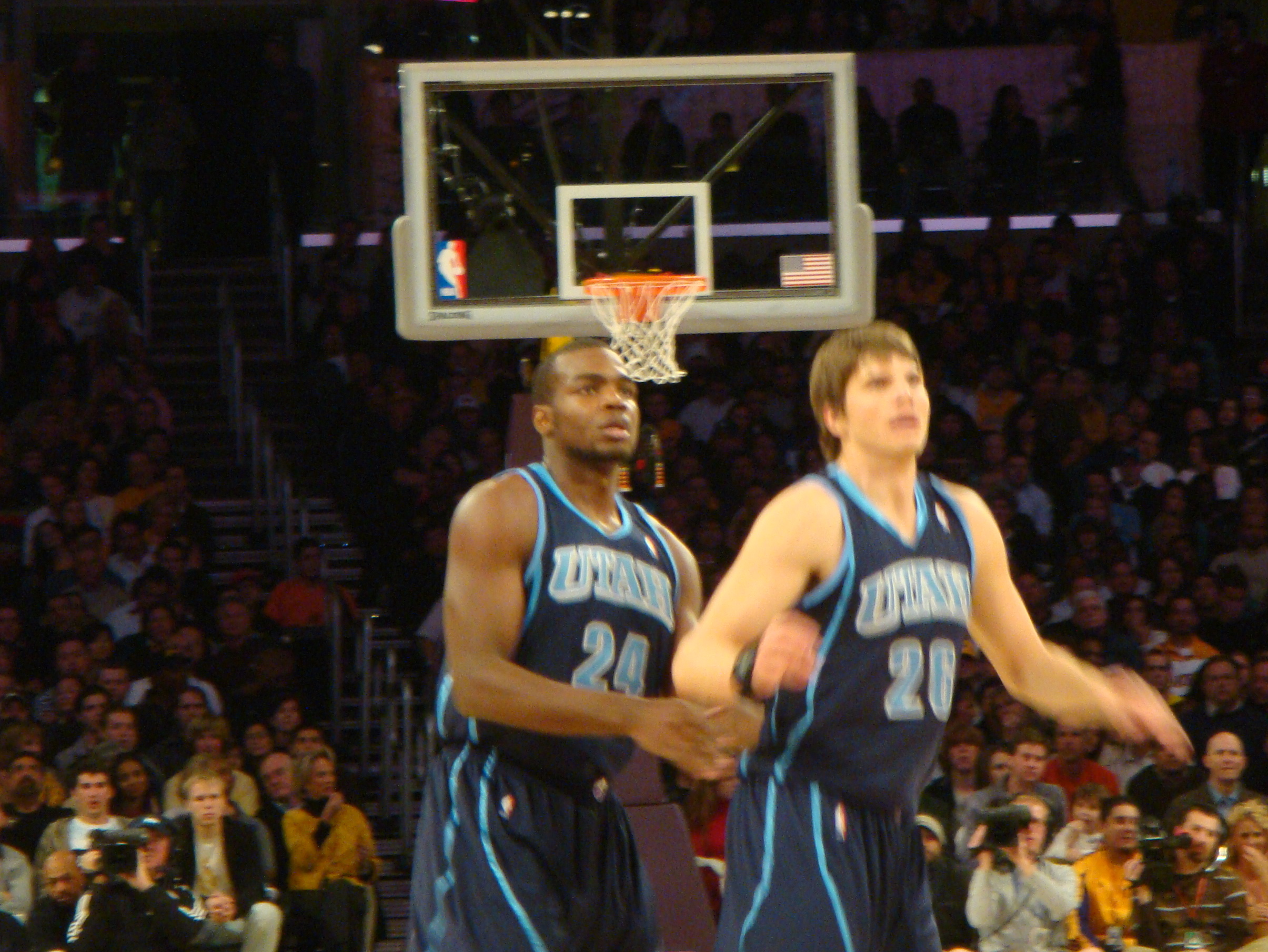

## وبگاه رسمی
- Utah Jazz